# Saint-Vaast-Dieppedalle
Saint-Vaast-Dieppedalle är en kommun i departementet Seine-Maritime i regionen Normandie i norra Frankrike. Kommunen ligger i kantonen Ourville-en-Caux som tillhör arrondissementet Le Havre. År 2022 hade Saint-Vaast-Dieppedalle 377 invånare.

## Befolkningsutveckling
Antalet invånare i kommunen Saint-Vaast-Dieppedalle
| Referens: INSEE |